# Collège anglais de l'université de Reims
Ne pas confondre avec le collège de Reims, appartenant à l'ancienne université de Paris.

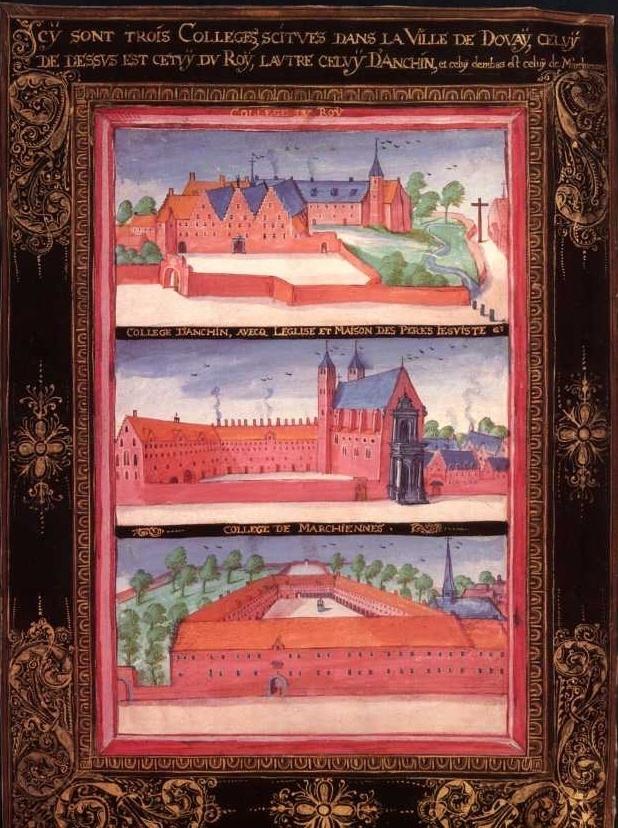
Les collèges de Douai vers 1590-1611, cartulaire du duc Charles III de Croÿ.

Le collège anglais ou collège des Anglais est un collège dépendant de l'ancienne université de Reims, créé en 1578 pour accueillir les étudiants catholiques anglais victimes de persécutions et déplacés du collège anglais de Douai. Il connaît un rayonnement important à la fin du XVIe siècle mais son activité diminue après 1593 en raison du retour de la plupart de ses membres à Douai.

## Contexte politique et religieux

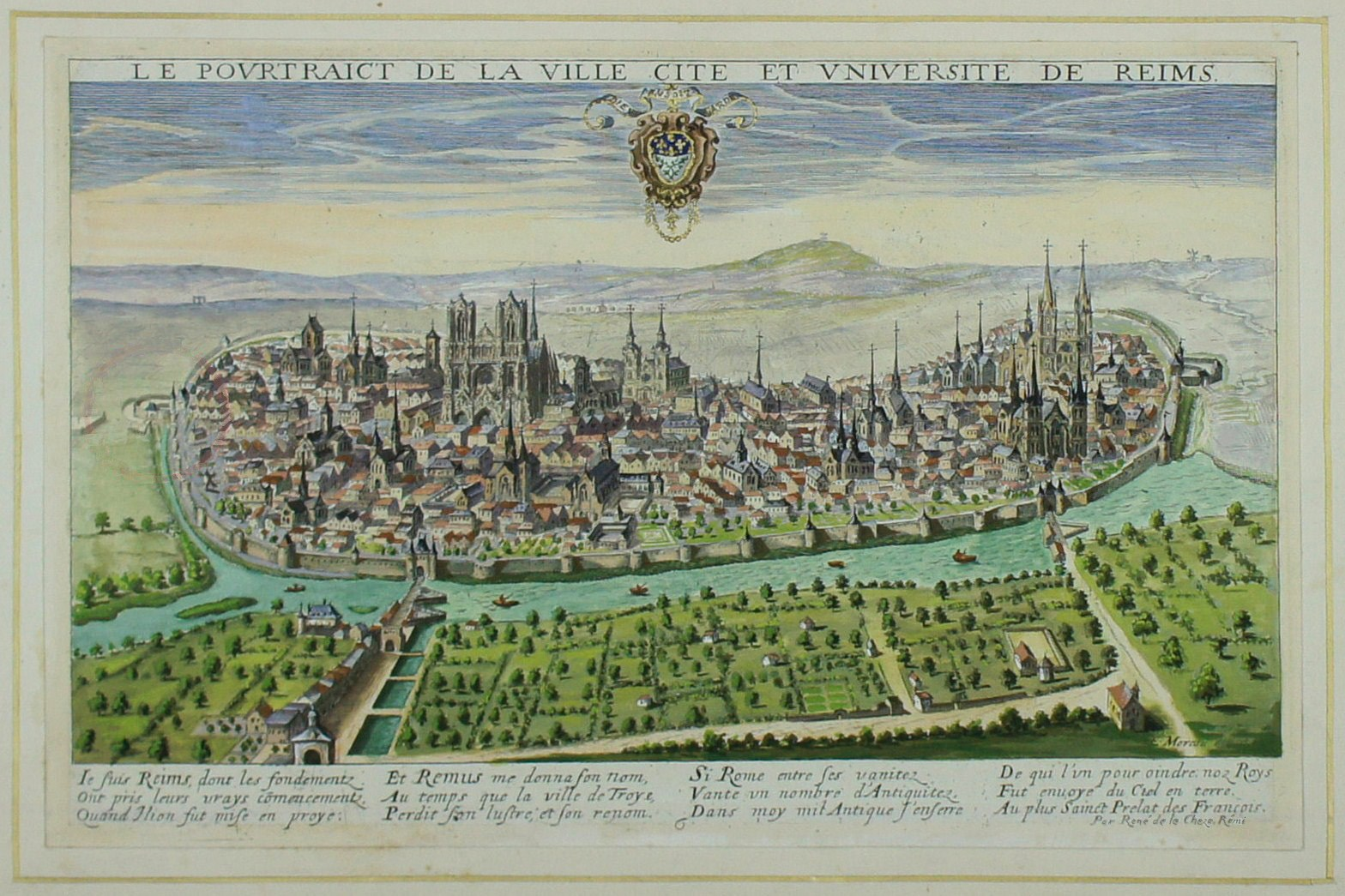
Carte de la ville, cité et université de Reims, par Edmé Moreau, 1622.

L'université de Reims est fondée en 1548 grâce au patronage de Charles de Lorraine (1524-1574), membre influent de la maison de Guise, archevêque de Reims depuis 1545 et qui héritera de son oncle, Jean III de Lorraine (1498-1550), le titre de cardinal de Lorraine. Le jeune archevêque est en même temps un proche conseiller du roi Henri II, qui le charge des affaires italiennes, et le frère de Marie de Guise, reine consort d'Écosse, qui gouverne au nom de sa fille, la jeune Marie Stuart. Charles obtient du pape Paul III, par une bulle du 5 janvier 1548, et du roi, par lettres patentes, la transformation du collège des Bons-Enfants en une université à quatre facultés : arts, droit, médecine et théologie. Le cardinal veille à développer l'université en y faisant venir les meilleurs professeurs, notamment en théologie. Les cours de théologie se donnaient dans la chapelle Saint-Patrice, convertie progressivement en salle de classe. 
Dans le contexte de la Contre-Réforme, mais aussi des guerres de Religion qui se développent à partir de 1562, le cardinal tient à renforcer la qualité et la discipline de l'enseignement afin d'éradiquer le protestantisme. En 1564, il crée à Reims le premier séminaire de France, lié à l'université et destiné à la formation du clergé. En 1573, lors de l'assemblée du clergé, il s'adresse au roi Charles IX : « Parce que, de l'institution de la jeunesse dépend la bonne ou mauvaise vie des sujets, aidez-nous, Sire, à réformer toutes les universités de vostre Royaume ». L'université de Pont-à-Mousson, fondée en 1572 en Lorraine sous le patronage des Guise, est destinée à accueillir les étudiants étrangers : les jésuites en font un centre actif de mission catholique.

## Création du collège

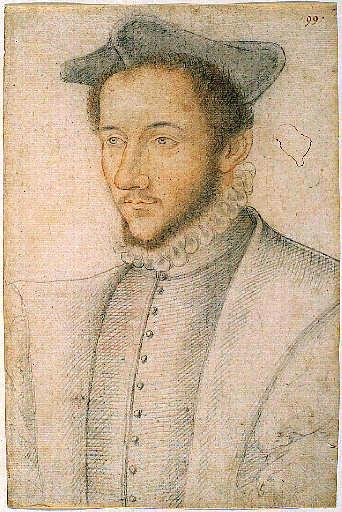
Louis de Lorraine (1555-1588), cardinal de Guise, v. 1575.

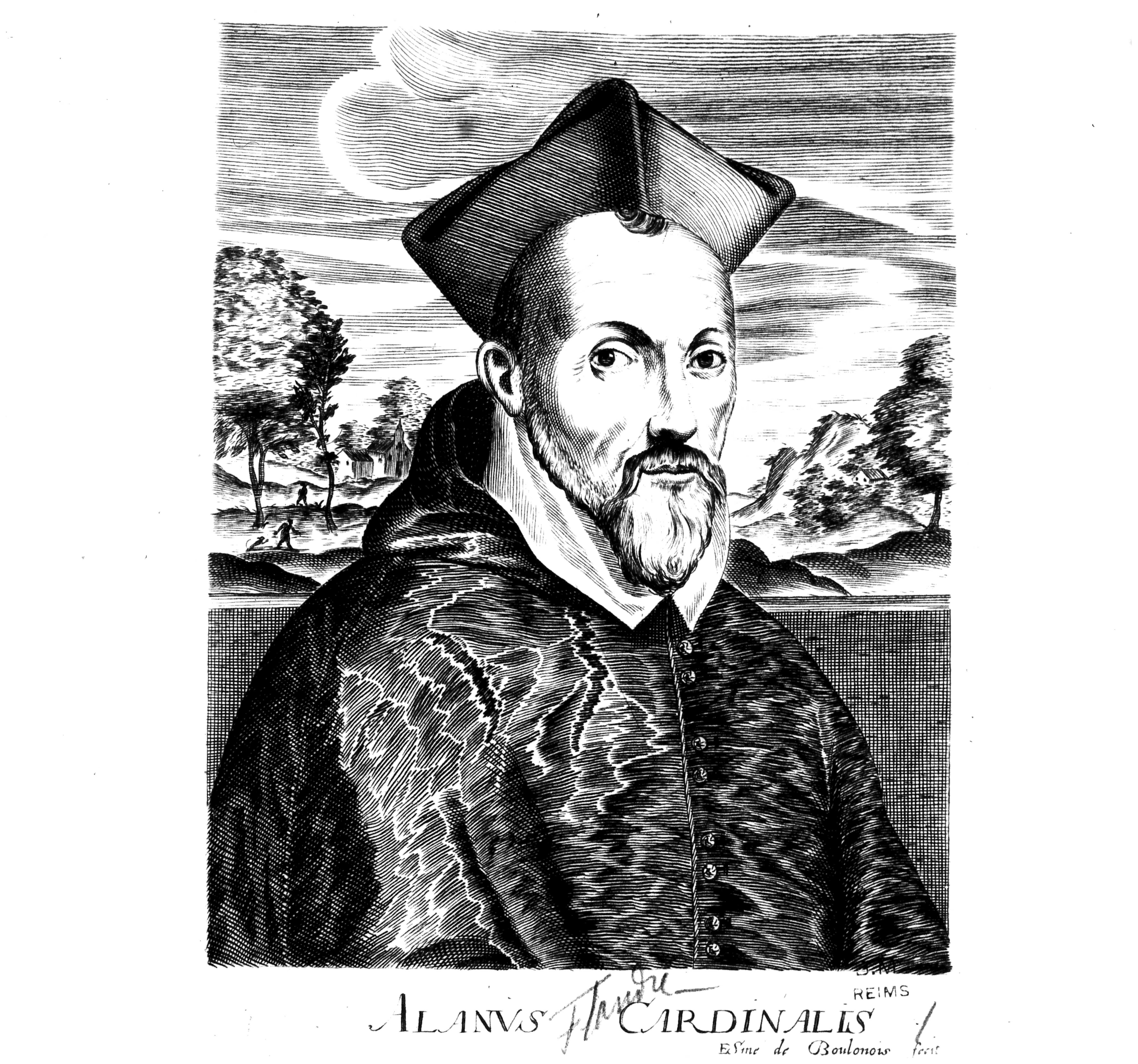
Le cardinal William Allen, Bibliothèque municipale de Reims.

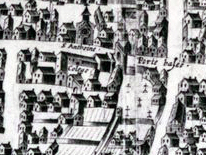
Hôpital Saint-Antoine, collège et porte Bazée à Reims, gravure de Hughes Picart, 1618.

Sous le règne de la reine protestante Élisabeth Ire, la situation de l'Église catholique en Angleterre devient difficile. En vertu du second Acte de suprématie (1559), les catholiques qui refusent de prêter serment à la reine comme chef de l'Église d'Angleterre (Oath of Supremacy (en)) sont soupçonnés de trahison, il leur est interdit d'enseigner ou de recevoir des diplômes, ce qui amène beaucoup de catholiques anglais et irlandais à aller étudier dans d'autres pays européens, notamment à Douai, dans les Pays-Bas espagnols. En 1578, pendant la guerre d'indépendance des Pays-Bas, le collège anglais de Douai est temporairement fermé : ses maîtres et étudiants, sous la conduite de leur président William Allen, cherchent un nouvel hébergement. Louis de Lorraine (1527-1578), frère de Charles et qui lui a succédé en 1574 dans le titre de cardinal de Lorraine, souhaite créer un établissement pour eux. Une partie des étudiants de Douai partent pour Rome où ils fondent le collège anglais de Rome (en italien : Collegio degli Inglesi). D'autres arrivent à Reims le 27 mars 1578. Le cardinal Louis de Lorraine meurt la même année mais son neveu, le jeune Louis de Lorraine (1555-1588), cardinal de Guise (plus tard de Lorraine) et nouvel archevêque de Reims, reprend le projet. Les magistrats de Reims sont d'abord inquiets du nombre des réfugiés mais la protection du cardinal de Guise et de Tolomeo Gallio, cardinal de Côme, permet de les accueillir.
Le cardinal de Guise dote le futur collège de cent écus (300 livres) et attribue à Allen une charge de chanoine de Reims avec un revenu de 1 800 livres. En mai 1578, le collège anglais de Reims compte 78 membres dont 55 étudiants ; ils sont 112 en 1580. Ils sont logés très à l'étroit dans une maison appartenant au chapitre avant d'acheter une maison plus vaste à l'hôpital Saint-Antoine. Les biens de cet hôpital, situé rue Saint-Antoine (actuelle rue de l'Université), sont alors fort mal administrés par les religieux de l'Ordre de Saint-Antoine, qu'on accuse de dilapidation, et la ville s'efforce de leur en retirer la gestion. Le bâtiment du collège est établi rue de Longueau, qui reçoit alors le nom de rue des Anglais : elle prendra sous la Révolution le nom de rue des Américains, avant de devenir la rue Saint-Just et la rue Voltaire.

## Continuation

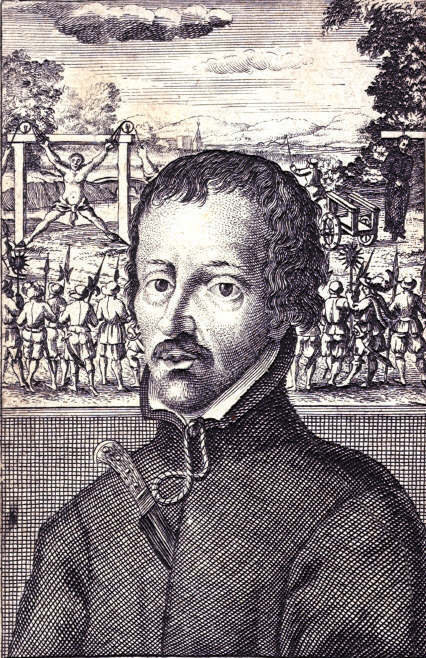
Edmond Campion, jésuite, accusé d'avoir « conspiré à Rome et à Reims », exécuté en 1581.

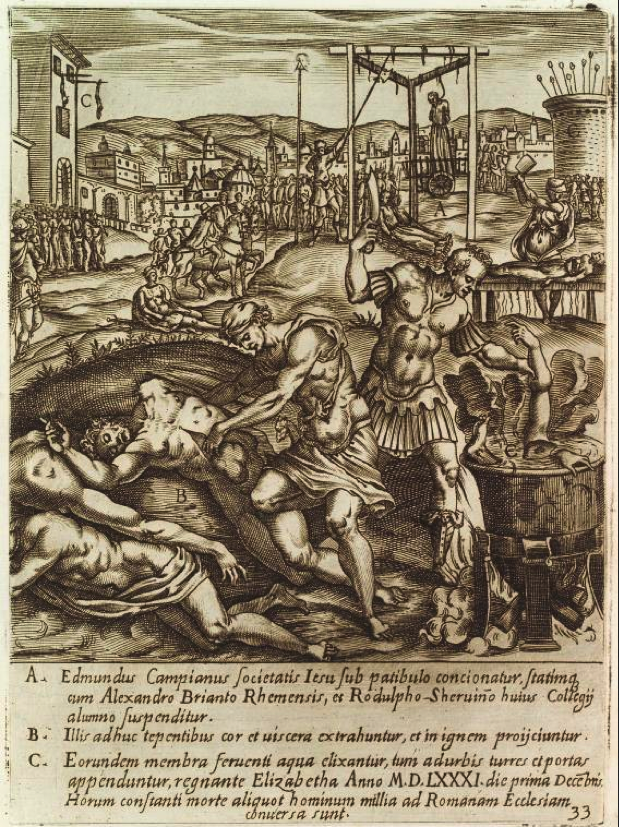
Exécution de prêtres catholiques en Angleterre, gravure de Giovanni Battista Cavalieri, 1584.

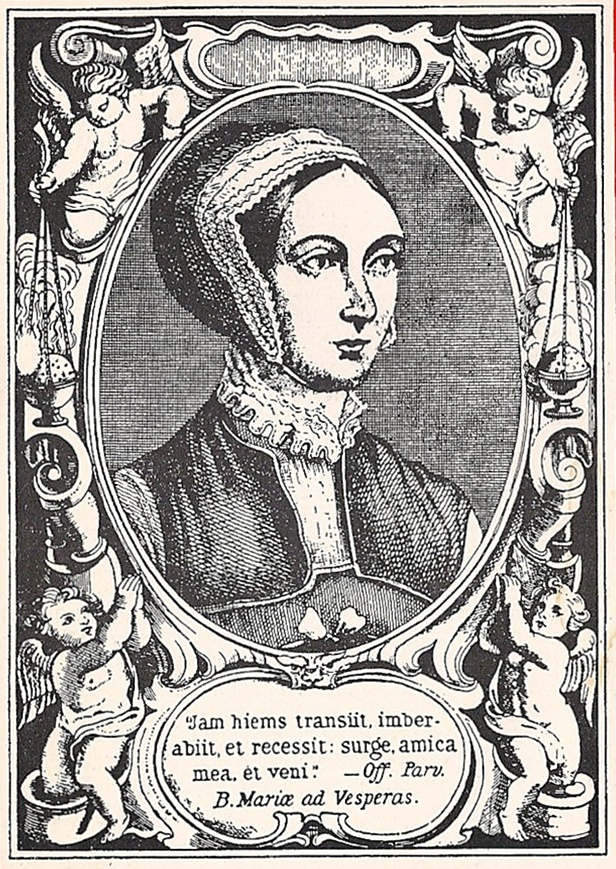
Marguerite Clitherow, exécutée en 1586, gravure anonyme, v. 1750.

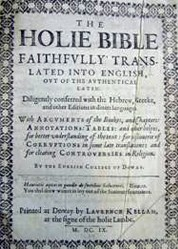
La « Bible de Douai », traduction anglaise catholique commencée au collège anglais de Reims en 1582, terminée à Douai en 1609.

Pendant sa brève existence, le collège anglais est au centre d'un réseau éducatif d'exilés catholiques anglais, souvent nobles, qui y commencent leurs études avant de les prolonger à Pont-à-Mousson, Verdun, Eu, ou, s'ils choisissent la prêtrise, à Rome, avant de revenir à Reims pour se préparer à une activité missionnaire : au moins 50 prêtres sont envoyés de Reims en Angleterre. Au total, 169 prêtres formés aux collèges de Douai et de Reims sont présentés comme « martyrs ». En 1582, William Allen publie un ouvrage illustré de gravures sur « le glorieux martyre de 12 révérends prêtres exécutés en douze mois pour la confession et défense de la foi catholique mais sous le faux prétexte de trahison ». Marguerite Clitherow, bourgeoise d'York qui avait envoyé son fils étudier à Reims et à Rome, est exécutée en 1586 pour avoir abrité des prêtres et objets sacrés catholiques.
Reims accueille plusieurs figures importantes du catholicisme anglais en exil. William (Gabriel) Gifford y fait plusieurs séjours à partir de 1579 et y enseigne la théologie. Il devient recteur de l'université en 1606 avant d'entrer dans l'ordre de Saint-Benoît. En 1597, il est choisi comme doyen de la collégiale Saint-Pierre de Lille pour diriger les relations secrètes entre le Saint-Siège et l'Angleterre. De retour à Reims, en 1621, il succède à son protecteur, Louis, cardinal de Lorraine (1575-1621), comme archevêque de cette ville ; il meurt en 1623. Gregory Martin, traducteur du Nouveau Testament en anglais, meurt à Reims en 1582.
En 1587, William Allen est promu cardinal et cède son canonicat à son assistant, Richard Barret (en). Ce dernier est nommé président du collège anglais de Douai le 31 octobre 1588.
En 1589, pendant les guerres de la Ligue, les membres du collège anglais participent à la défense de Reims contre les troupes de Henri IV. En 1590, ils reçoivent la visite du cardinal Henri Caietan, légat pontifical, puis, en 1591, celle du vice-légat, Filippo Sega, cardinal de Plaisance. 
En 1593, le collège anglais retourne à son ancien siège à Douai. Il ne cesse pourtant pas son activité à Reims où demeurent quelques membres comme Matthew Kellison (en), professeur de théologie, élu recteur de l'université de Reims en 1606, et Richard Smith. 
C'est au collège anglais de Reims qu'est commencée la traduction anglaise catholique de la Bible, appelée Bible de Douai, basée sur la Vulgate latine, qui devient la version de référence des catholiques anglais : la première partie, le Nouveau Testament, est imprimée à Reims en 1582. L'Ancien Testament est publié après le retour à Douai, en 1609-1610.
Le collège anglais de Reims est finalement dissous en 1611.

## Littérature
- Dans La Mégère apprivoisée (The Taming of the Shrew, v. 1592-1594), comédie de Shakespeare, le jeune Lucentio, pour approcher la jeune fille qu'il aime, se fait passer pour un étudiant de Reims : « This young scholar that hath been long studying in Rheims », référence surprenante dans le contexte italien de la pièce mais familière au public anglais de son temps[17].